# Febus
L'agència Febus va ser fundada per Nicolás María de Urgoiti el 1924, per tal de cobrir les notícies als seus diaris El Sol i La Voz, dos dels rotatius més importants de l'època.
Es va fundar el 1924 per competir amb l'Agència Fabra. En aquell moment també va fundar altres organismes, com Iberia o la catòlica Spes.
Estava situada al carrer Álvarez Quitero, 2 de Madrid. Després de la dictadura de Primo de Rivera, així com El Sol i La Voz, van canviar de propietaris. Un dels seus directors més importants va ser Fernando Sánchez Monreal, que va dirigir-la fins al seu afusellament el setembre de 1936, juntament amb Luis Díaz Carreño.
Durant la guerra civil, l'agència Febus va abastar els diaris més rellevants de la zona republicana, entre els quals, ABC (de Madrid), El Sol, La Voz, Mundo Obrero, Política, Claridad o La Vanguardia.
Va tenir col·laboradors com Jesús i Daniel Martínez Tessier, José Robledano Piqueras, José Luis Moreno, Modesto Sánchez Monreal o Jaime Menéndez "El Chato". El 28 de març de 1939, després de l'entrada a Madrid de les tropes franquistes, l'agència Febus va desaparèixer. La seva estructura seria aprofitada per l'agència EFE, que es formaria com una barreja de les agències de Febus, Fabra i Faro.